# Joe Bryant
Joseph Washington «Joe» Bryant (Filadelfia, Pensilvania; 19 de octubre de 1954-16 de julio de 2024) fue un jugador y entrenador de baloncesto estadounidense que jugó durante ocho temporadas en la NBA. Con 2,06 metros de altura, jugaba en la posición de ala-pívot. También era padre del jugador y estrella del baloncesto Kobe Bryant.

## Trayectoria deportiva

### Universidad
Jugó durante dos temporadas con los Explorers de la Universidad de La Salle, en las que promedió 20,3 puntos y 11,1 rebotes por partido.

### Profesional
Fue elegido en el puesto 14 del Draft de la NBA de 1975 por Golden State Warriors, pero antes de comenzar la temporada fue traspasado a Philadelphia 76ers. Allí jugó durante 4 temporadas, con un rol de jugador de banquillo, con pocos minutos de juego. En la temporada 1979-80 fue traspasado a San Diego Clippers, donde permaneció durante tres años, mejorando sus porcentajes, llegando a los 11,8 puntos por partido en su último año en la ciudad californiana. En 1982 fue traspasado nuevamente, esta vez a Houston Rockets, donde jugaría su última temporada en la NBA, antes de dar el salto a Italia, donde jugaría durante 7 temporadas en diversos clubes de las series A1 y A2 de la liga italiana. Destacaba por su tiro de tres puntos (su media en Italia era superior al 40%). Se retiró en 1991.
En su etapa en la NBA promedió 8,7 puntos y 4,0 rebotes por partido.

### Entrenador
Tras ser entrenador asistente, fue nombrado entrenador principal del equipo femenino de la WNBA de Los Angeles Sparks el 17 de agosto de 2005, cargo que tuvo hasta abril de 2007, cuando fue reemplazado por Michael Cooper.
Fue entrenador del equipo de Abejas de Guanajuato de la Liga Nacional de Baloncesto Profesional de México. 
Ha dirigido a equipos de diferentes ligas como: Tokyo Apache, Levanga Hokkaido de Japón, Bangkok Cobras, Chang Thailand Slammers de Tailandia y volvió a Japón para dirigir el Rizing Fukuoka.

## Vida personal
Bryant estaba casado con Pam Cox, hermana del exjugador de la NBA Chubby Cox. Era también a través de su esposa Pam tío del baloncestista profesional John Cox IV. Tuvieron dos hijas y un hijo: Sharia, Shaya y Kobe.
Falleció tras sufrir un derrame cerebral masivo el 16 de julio de 2024, a la edad de 69 años.